# Victoria the Great
Victoria the Great (bra: Rainha Vitória) é um filme britânico de 1937, do gênero drama biográfico, realizado por Herbert Wilcox e estrelado por Anna Neagle, Anton Walbrook e Walter Rilla nos principais papéis. 
O filme foi lançado no ano da coroação do rei Jorge 6.º para celebrar o centenário da subida ao trono de Vitória.[carece de fontes?]

## Sinopse
Biografia da rainha Vitória desde os primeiros anos do seu reinado, passando por seu casamento com o príncipe Alberto e os anos que se seguiram até à morte de Alberto em 1861. 